# Сопач чорноморський
Сопач чорноморський, або перкарина чорноморська (Percarina demidoffii) — вид роду Сопач (Percarina).

## Характеристика
Цей вид близький до йоржів, але відрізняється, насамперед, тим, що спинних плавців у нього два, хоча вони й дотичні. Передкришка по краю облаштована шипами, задній край зябрової кришки налягає на колючку, яка сидить на верхній частині ключиці. Луска в перкарини тонка, і легко відпадає. Колір тіла жовтуватий, з рожево-фіолетовим відтінком на спині, боки та черево сріблясті. На спині біля основи спинного плавця є кілька темних плям, всі плавці прозорі, без будь-яких плям. В першому спинному плавці 11-14 колючок, у другому - 10-13 м'яких променів; в анальному плавці дві колючки та 8-11 м'яких променів. Рекордний зареєстрований розмір самців - 9.8см, самиць - 10.5см.

## Ареал
Перкарина мешкає в північній (слабосолоній) частині Чорного моря, в пониззях річок Дніпро, Південний Буг, Дністер, а також в їхніх лиманах. За деякими даними в басейні Дністра ареал перкарини досягає території Молдови. В басейні Дніпра поступово просувається вверх каскадом Дніпровських водосховищ (Novitskiy et al., 2019).

## Розмноження
Розмножуватись перкарина починає на другому році життя, бентичну ікру мече на намулове дно кількома порціями, нерест продовжується, в різних частинах ареалу, з червня до серпня. Ікра клейка, але не приклеюється до дна завдяки тому, що швидко вдягається шаром налиплих дрібних часток намулу; це полегшує маскування ікри від дрібних хижаків. Здатність до відновлення в цього виду висока: мінімальний час подвоєння популяції становить близько 15 місяців. Виведені личинки спочатку лежать на дні, потім починають час від часу спливати на поверхню, а за дві доби переходять до пелагічного способу життя.

## Живлення
Молодь живиться дрібними безхребетними, потім - майже винятково рачками каланіпедою та мізидами, а після досягнення довжини 4см — молоддю бичків та тюльки. В різні пори доби перкарина живиться різними організмами: вдень споживає ракоподібних, а вночі — головним чином тюльку. Імовірно тюлька, якій притаманний добрий зір, вночі є для перкарини легшою здобиччю: перкарина полює на тюльку, використовуючи органи бокової лінії, котрі в неї дуже добре розвинуті.

## Значення
Перкарина виділяє дуже велику кількість слизу: впіймана при траленні разом з тюлькою вона, завдяки цьому, знижує якість улову, і тому вважається шкідливою рибою.
Саму перкарину споживають такі хижі риби як сом, судак морський та прісноводний судак, а молодь перкарини — чехоня.
Як вразливий вид, перкарина занесена до Червоного списку МСОП.